# کابثراس
کابثراس (به اسپانیایی: Cabeceras) یک منطقهٔ مسکونی در شیلی است که در پاردونس واقع شده‌است.